# Histoire de l'Amérique latine pendant la Seconde Guerre mondiale
L’histoire de l’Amérique latine pendant la Seconde Guerre mondiale est importante en raison des changements importants économiques, politiques et militaires qui se sont produits dans la majeure partie de la région à la suite de la guerre. Afin de mieux protéger le canal de Panama, de combattre l’influence de l’Axe et d’optimiser la production de biens pour l’effort de guerre, les États-Unis, par le biais de la loi prêt-bail et de programmes similaires, accrurent considérablement leurs intérêts en Amérique latine. Ceci provoqua une impulsion économique majeure pour les pays qui y participèrent.
Sur le plan stratégique, le Panama était le pays d'Amérique latine le plus important pour les Alliés en raison du canal de Panama, qui assurait la liaison entre les océans Atlantique et Pacifique, essentiel pour le commerce et la défense. Le Brésil avait également une grande importance car il était le point le plus proche du continent américain de l’Afrique, où les Alliés étaient activement engagés dans la lutte contre les Allemands et les Italiens. Pour l'Axe, les nations du Cône Sud de l'Argentine et du Chili étaient là où ils trouvèrent le plus de soutien, et ils s'en servirent au maximum en interférant avec les affaires internes, en conduisant des opérations d'espionnage et via des actions de propagande,,.
Le Brésil et le Mexique furent les seuls pays à envoyer des troupes sur le théâtre européen. Cependant, plusieurs pays connurent des escarmouches avec des sous-marins allemands et des croiseurs dans les Caraïbes et l’Atlantique Sud. Le Mexique envoya un escadron de chasse de 300 volontaires dans le Pacifique, l’Escadron 201 qui fut connu sous le nom des Aigles aztèques (Águilas Aztecas).
La participation active du Brésil sur le champ de bataille en Europe fut lancée après la conférence de Casablanca. Le président des États-Unis, Franklin Delano Roosevelt, de retour du Maroc, rencontra le président du Brésil, Getulio Vargas, au Natal, dans le Rio Grande do Norte. Cette rencontre, connue sous le nom de Conférence de la rivière Potenji, définit la création de la Force expéditionnaire brésilienne.

## Historique

### Rôle des États-Unis
En 1940, après avoir exprimé son inquiétude au président Franklin D. Roosevelt au sujet de l’influence nazie en Amérique latine, Nelson Rockefeller, de la célèbre famille, fut nommé au poste de coordonnateur des affaires interaméricaines du Bureau de coordination des affaires inter-américaines,. Rockefeller fut chargé de superviser un programme de coopération entre les États-Unis et les pays d’Amérique latine pour améliorer le niveau de vie, d’amélioration des relations entre les nations de l’hémisphère occidental afin de contrer l’influence nazie croissante dans la région. Il facilita cette forme de diplomatie culturelle en collaborant avec Edmund A. Chester, directeur des relations latino-américaines du réseau radiophonique CBS.
La propagande antifasciste fut un projet américain majeur en Amérique latine. Elle fut dirigée par le bureau de Rockefeller. Il dépensa des millions en émissions de radio et en films, espérant atteindre un large public. Les techniques de Madison Avenue provoquèrent un retour en arrière au Mexique, en particulier, où des citoyens bien informés résistèrent à l'influence brutale américaine. Néanmoins, le Mexique était un allié précieux dans la guerre. Un accord fut conclu selon lequel 250 000 citoyens mexicains vivant aux États-Unis servirent  dans les forces armées  américaines; plus de 1 000 soldats furent tués au combat. Outre la propagande, d'importantes sommes furent allouées au soutien économique et au développement. Dans l'ensemble, la politique de Roosevelt fut un succès politique, sauf en Argentine, qui toléra l'influence allemande et refusa de suivre les traces de Washington jusqu'à la fin de la guerre,.

### Économie
Selon l'auteur Thomas M. Leonard, la Seconde Guerre mondiale eut un impact majeur sur les économies d'Amérique latine. Après l'attaque japonaise du 7 décembre 1941 contre Pearl Harbor, la plupart des pays d'Amérique latine soit rompirent leurs relations avec les puissances de l'Axe, soit leur déclarèrent la guerre. En conséquence, de nombreux pays (y compris toute l’Amérique centrale, la République dominicaine, le Mexique, le Chili, le Pérou, l’Argentine et le Venezuela) découvrirent soudainement qu’ils dépendaient désormais du commerce avec les États-Unis. La forte demande des États-Unis pour des produits et des matériaux de base pendant la guerre faussa encore le commerce. Par exemple, les États-Unis voulaient tout le platine produit en Colombie, tout le cuivre du Chili et tout le coton du Pérou. Les parties convinrent de prix fixes, souvent très élevés, mais les différentes nations perdirent leur capacité à négocier et à commercer sur le marché libre.
La pénurie de biens de consommation et d’autres produits fut également un problème pendant les années de guerre. Les exigences de l'industrie de la guerre américaine et la rareté des transports maritimes rendirent de nombreux produits indisponibles en Amérique latine et, par voie de conséquence, les prix de ce qui était disponible augmentèrent. L'essence et les autres produits pétroliers étaient chers et difficiles à obtenir. Les pénuries alimentaires étaient un problème dans les villes. En fin de compte, tous ces facteurs entraînèrent une forte inflation.
La plupart des pays d’Amérique latine profitèrent de la guerre en s’appuyant sur les États-Unis et en recevant de l’aide. Le Pérou fut toutefois une exception. Au Pérou, le gouvernement instaura le contrôle des prix sur divers produits; par conséquent, ses réserves de change n'augmentèrent pas autant que celles des autres états d'Amérique latine et il perdit des capitaux indispensables. L'Argentine, malgré ses penchants pro-allemands et son hostilité envers les États-Unis, s’en tira bien puisque ses échanges commerciaux augmentèrent rapidement. Le Panama bénéficia également d’une amélioration économique, principalement en raison de l'augmentation du trafic maritime et du passage de marchandises dans le canal.
À Porto Rico, l’industrie de l’alcool explosa parce que l’accès aux marchés européens avait cessé. Le Mexique et le Venezuela, riches en pétrole, bénéficièrent du prix élevé du pétrole. Le Mexique utilisa le fort besoin en pétrole pour imposer un accord avec les compagnies pétrolières américaines et européennes pour nationaliser son industrie pétrolière en 1938. De plus, pendant la guerre, le président Manuel Ávila Camacho profita de la situation pour améliorer la position du Mexique avec les États-Unis.

### Loi prêt-bail
Le 22 mars 1942, le gouvernement des États-Unis promulgua la loi prêt-bail, un programme qui fournissait du matériel de guerre et d’autres formes d’assistance des États-Unis en échange de bases militaires et de la participation à la défense de l’hémisphère occidental. Le Royaume-Uni et d'autres pays européens, dont leurs colonies, reçurent logiquement la majorité de l'aide, car le chaos de la guerre les affectait plus directement. L'Amérique latine, cependant, reçut environ 400 millions de dollars de matériel de guerre, une petite fraction de ce qui fut distribué aux pays européens.
Parmi toutes les nations d’Amérique latine, le Brésil profita le plus du prêt-bail pendant la guerre, principalement en raison de sa position géographique au nord-est de l’Amérique du Sud, qui permettait de patrouiller entre l’Amérique du Sud et l’Afrique de l’Ouest et qui était un point de passage pour le transfert de matériel de guerre de fabrication américaine aux Alliés combattant en Afrique du Nord, mais aussi parce qu’il était considéré comme une possible voie d’invasion allemande qui devait être défendue. Des traités commerciaux, nouveaux et plutôt favorables, furent signés avec les États-Unis qui offraient des prêts et une aide militaire, mais plus importante encore fut la baisse de la concurrence envers l'industrie manufacturière brésilienne. Le Brésil reçut les trois quarts de l’assistance prêt-bail distribuée en Amérique latine. L'Équateur la reçut, principalement pour la construction d'une base aérienne aux Galápagos. La Colombie et la République dominicaine l’utilisèrent pour moderniser leurs forces militaires en échange de leur participation à la défense du canal de Panama et des voies maritimes des Caraïbes.
En revanche, l’Argentine et le Chili reçurent très peu d’aide militaire car, pendant la plus grande partie de la guerre, ils refusèrent de se plier aux exigences américaines de rompre toutes leurs relations avec les puissances de l’Axe. Le Pérou reçut une aide, mais en 1943, la côte ouest de l’Amérique du Sud avait perdu toute importance stratégique, parce qu’elle était très éloignée des principaux théâtres de guerre que le Pérou perdit toute justification pour son armement dans le cadre du prêt-bail. Les pays d'Amérique centrale connurent le même sort que le Pérou. En 1943, la route panaméricaine, que les États-Unis construisaient à des fins défensives, cessa d’être une priorité et les travaux sur la route, ainsi que l’aide militaire, cessèrent.
Selon Thomas M. Leonard, le prêt-bail changea le rapport de force en Amérique latine et « raviva les vieilles rivalités ». Le gouvernement chilien, par exemple, était très préoccupé par le manque d'assistance militaire, non pas en raison de la crainte d'une attaque des forces de l'Axe, mais parce qu'il craignait que la Bolivie et le Pérou tentassent d'utiliser leurs armes nouvellement acquises pour reprendre des territoires perdus au profit du Chili soixante ans auparavant pendant la guerre du Pacifique. L’Équateur était également mécontent car perdant face au Pérou lors de la guerre péruano-équatorienne de 1941. Enfin, l’Argentine était menacée par son ancien rival, le Brésil, en raison de l’accès de ce dernier aux armes américaines modernes. Leonard affirma que le dictateur argentin Juan Perón était arrivé au pouvoir en partie en prétendant qu'il « réparerait ce changement de statut militaire ».

### Activité de l'Axe

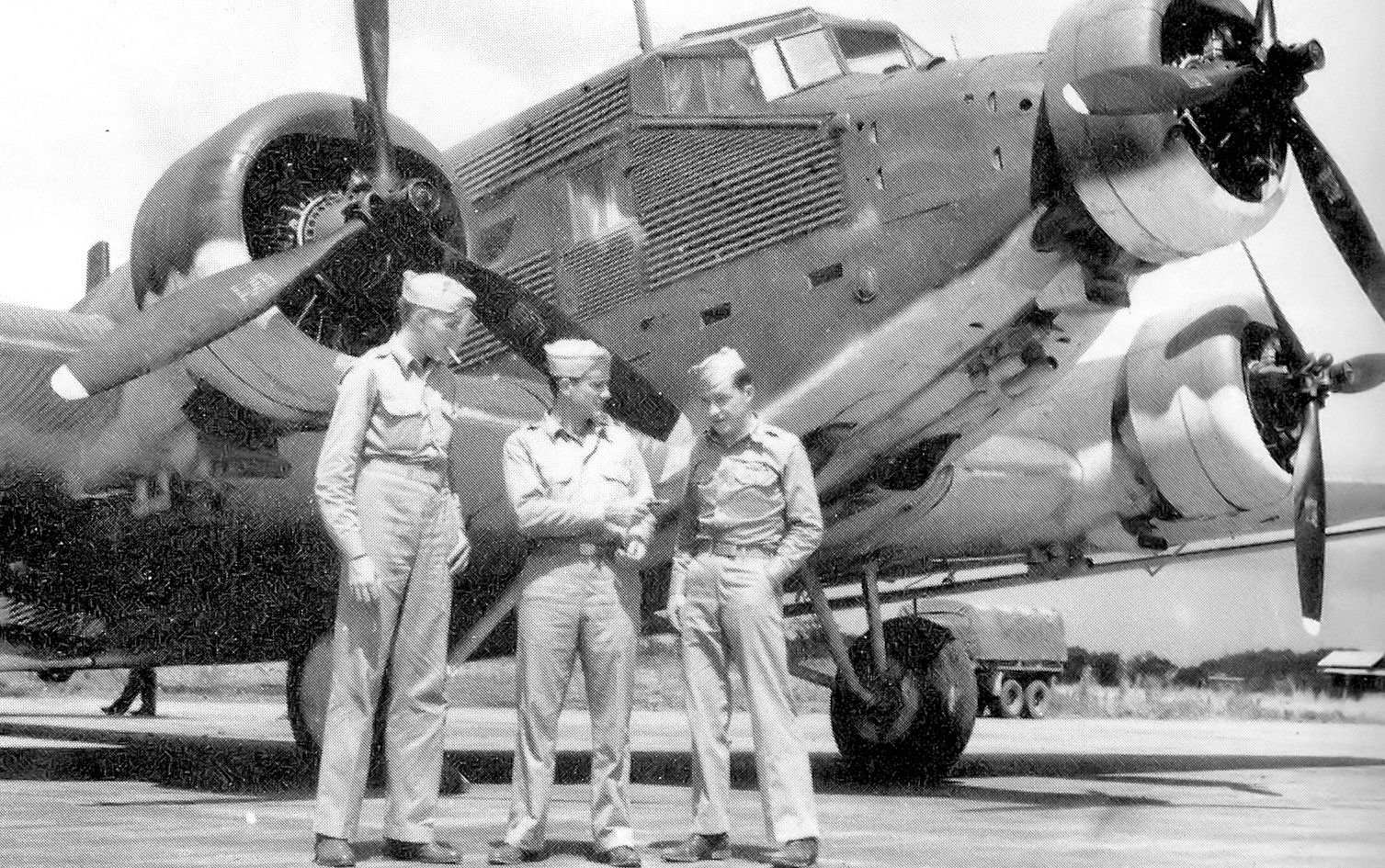
Un Junkers Ju 52/3m allemand, confisqué par le Pérou et transféré aux Forces aériennes de l'armée de terre des États-Unis comme prise de guerre, à Howard Field, au Panama, à la fin de 1942.

Au début de la Seconde Guerre mondiale, le fascisme était perçu comme une alternative positive par certains chefs politiques  et groupes latino-américains qui étaient impressionnés par l’Allemagne d’Adolf Hitler et l’Italie de Benito Mussolini. Rafael Trujillo, président de la République dominicaine, par exemple, admirait Hitler pour son style et ses rassemblements militaristes. Jorge Ubico Castañeda et Maximiliano Hernández Martínez, respectivement dictateurs du Guatemala et du Salvador, avaient des positions similaires. Selon Leonard, au Brésil, en Argentine et au Chili, le fort sentiment d’unité et de destinée créé par le fascisme était très attrayant. Les trois nations avaient un parti politique fasciste influent. Les intégralistes brésiliens, vêtus de bottes et de chemises vertes de style militaire, étaient des admirateurs ouverts de Mussolini.
Les politiques du fascisme n'étaient pas uniquement ce qui était attrayant, car dans les années d'avant-guerre, les Allemands initièrent également une pénétration économique croissante en utilisant des accords commerciaux binationaux stricts pour garantir l'égalité des relations économiques avec les divers pays d'Amérique latine. Le Brésil, le Mexique, le Guatemala, le Costa Rica et la République dominicaine avaient tous des accords commerciaux avec l'Allemagne nazie. Les échanges commerciaux du Brésil avec l'Allemagne, par exemple, doubla entre 1933, date de l'arrivée au pouvoir d'Hitler, et 1938, l'année précédant le début de la guerre. Avec le début de la guerre en septembre 1939, les navires de l’Axe ne pouvaient plus traverser l’Atlantique pour commercer et, par conséquent, les échanges commerciaux entre l’Amérique latine, l’Allemagne et l’Italie cessèrent. La perte de partenaires commerciaux nuisit à certains états d'Amérique latine et, dans la plupart des cas, les États-Unis étaient le seul pays capable de remplacer les Allemands et les Italiens.
Presque tous les États d'Amérique latine durent réagir face aux activités d'espionnage de l'Axe. Le Mexique et, dans une moindre mesure, le Brésil, coopérèrent avec les États-Unis pour démanteler des cellules de l’Axe. Le Chili et l’Argentine, à contrario, permirent à des agents de l’Axe d’opérer dans leur pays pendant la plus grande partie de la guerre, ce qui fut une source de discorde considérable entre les deux pays et les États-Unis. De nombreux États d’Amérique latine furent également dû faire face à l’arrivée d’un grand nombre d’immigrants originaires des pays de l’Axe. La Colombie, par exemple, comptait environ 4 000 immigrants allemands en 1941, ainsi qu’un petit village d’agriculteurs japonais à Cauca. De nombreux Allemands en Colombie étaient impliqués dans le secteur du transport aérien en tant qu’employés de la SCADTA. Les États-Unis craignaient donc qu’ils se livrassent à des activités d’espionnage ou même dans des actions pour convertir des avions civils en bombardiers pour une attaque contre le canal de Panama. En conséquence, le gouvernement des États-Unis fit pression sur la Colombie pour qu'elle surveillât et internât les immigrés ou, dans certains cas, les déportât aux États-Unis. La même chose se produisit dans d'autres pays d'Amérique latine.
La menace de l'espionnage allemand et espagnol était plus que réelle. Pendant la majeure partie de la guerre, les Allemands exploitèrent des réseaux d'espionnage dans tous les pays les plus en vue de la région, notamment l'Argentine, le Chili, le Paraguay, le Brésil, Cuba, le Mexique et d'autres. L’opération Bolívar, telle que fut appelé, était centrée sur les communications radio clandestines depuis leur base argentine jusqu’à Berlin en Allemagne, mais elle utilisait également des navires marchands espagnols pour renvoyer en Europe des renseignements sur format papier. Ce dernier fut possible grâce à la coopération espagnole avec les services de renseignement allemands pendant la guerre. Bien que l'Argentine et le Chili aient finalement "sévit" contre les agents de l'Axe opérant dans sur leurs territoires au début de 1944, des activités Bolivar se poursuivirent jusqu'à la fin de la guerre en Europe en mai 1945,.
Outre l’espionnage et le sabotage pratiqué par l’Allemagne en Amérique latine, les États-Unis étaient également préoccupés par la propagande nazie. Par exemple, l'ambassade d'Allemagne à Guatemala servit de centre de distribution de la propagande nazie en Amérique centrale. Avant le début de la guerre en 1939, la propagande se concentrait sur la supériorité des produits manufacturés allemands et affirmait que l’Allemagne était le centre de la recherche scientifique, car elle disposait du «système éducatif le plus avancé au monde». Entre septembre 1939 et fin 1943, la propagande se concentra sur les victoires allemandes et la supériorité de son équipement militaire. Du Guatemala, la propagande fut diffusée dans les ambassades allemandes d'autres pays, souvent grâce aux colis transportés par la compagnie aérienne salvadorienne TACA.

### Relations entre l’Union soviétique et l’Amérique latine
À la suite de l'invasion allemande en juin 1941, l'Union soviétique reçut le soutien et de l'aide de nombreux pays d'Amérique latine, généralement par le biais d'organisations bénévoles ou de syndicats. Cuba envoya 40 000 cigares à l'Armée rouge et, en octobre 1942, il devint le premier pays d'Amérique latine à apporter une reconnaissance diplomatique à l'URSS. La guerre conduisit à un dégel diplomatique plus général: en 1945, 11 États d'Amérique latine, dont la Colombie, le Chili, l'Argentine et les républiques d'Amérique centrale, avaient normalisé leurs relations avec Moscou[réf. souhaitée].

### Passeports salvadoriens accordées aux juifs
Alors que les Juifs tentaient de fuir les puissances de l'Axe, le colonel José Castellanos Contreras, consul général salvadorien à Genève (Suisse), sauva 25 000 Juifs en leur fournissant des passeports salvadoriens. Ce fut cependant une contribution peu connue du Salvador à la Seconde Guerre mondiale.

## Galerie

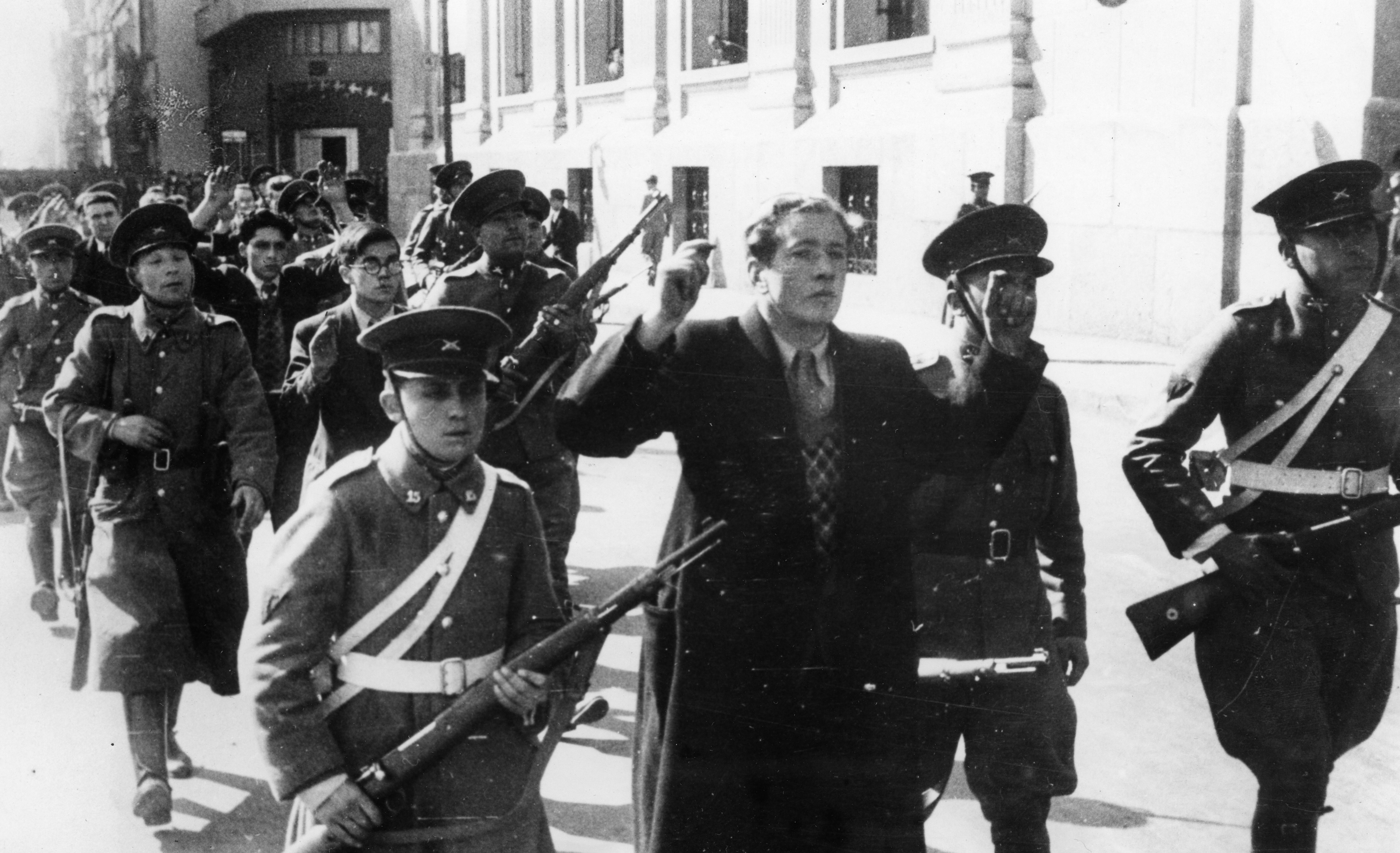
La police nationale escorte des membres du Mouvement national-socialiste du Chili pendant le massacre de Seguro Obrero. Le 5 septembre 1938, après quatre heures de combats à Santiago, les autorités chiliennes arrêtèrent et exécutèrent près de soixante rebelles qui s'étaient rendus. Une vingtaine d’autres furent tués pendant les combats.
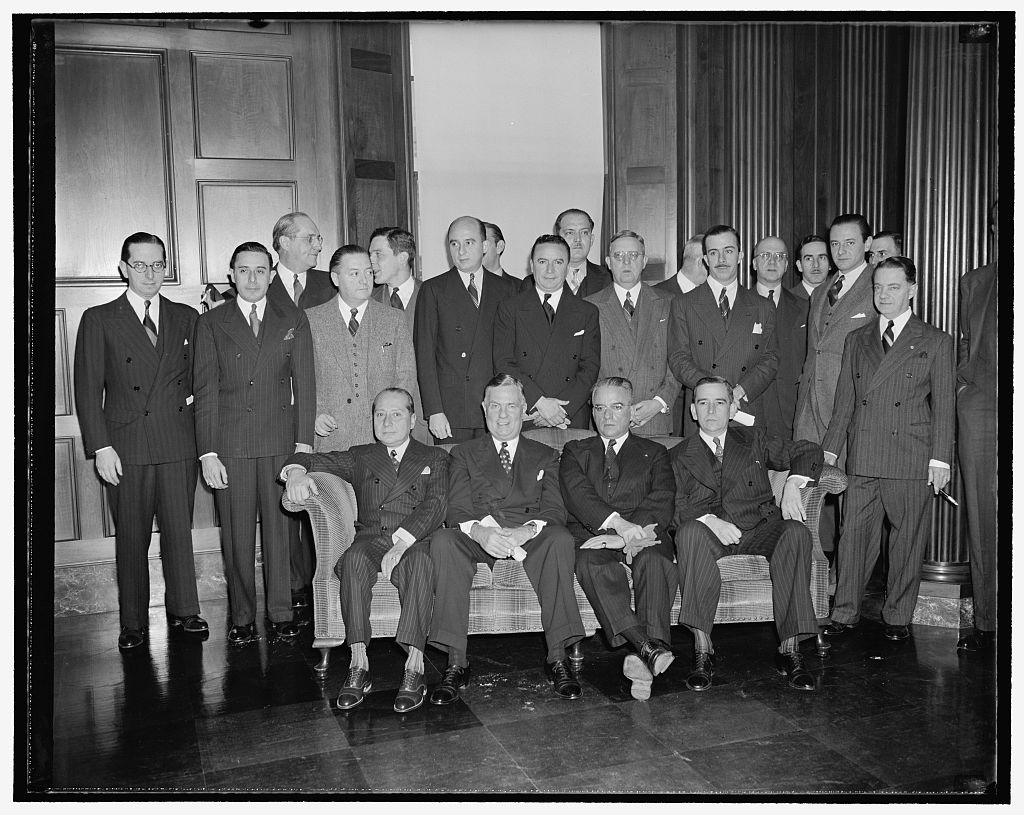
Les représentants des gouvernements d'Amérique latine et des détaillants américains lors d'une réunion à Washington, DC, le 1er novembre 1939, pour discuter d'un moyen d'accroître le commerce dans l'hémisphère occidental.
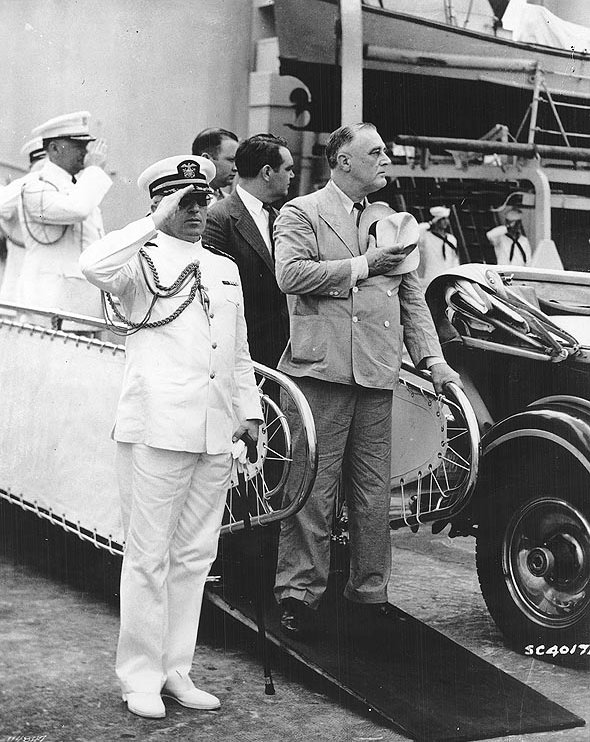
Le président Roosevelt et son attaché naval, le capitaine Daniel J. Callaghan, débarquant de l'USS Tuscaloosa à Gatun Locks, au Panama, le 18 février 1940.
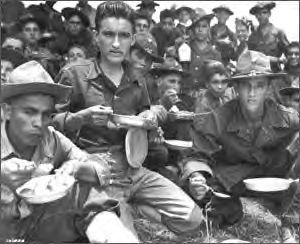
Soldats du 65e régiment d’infanterie américain à Salinas, à Porto Rico, en août 1941.
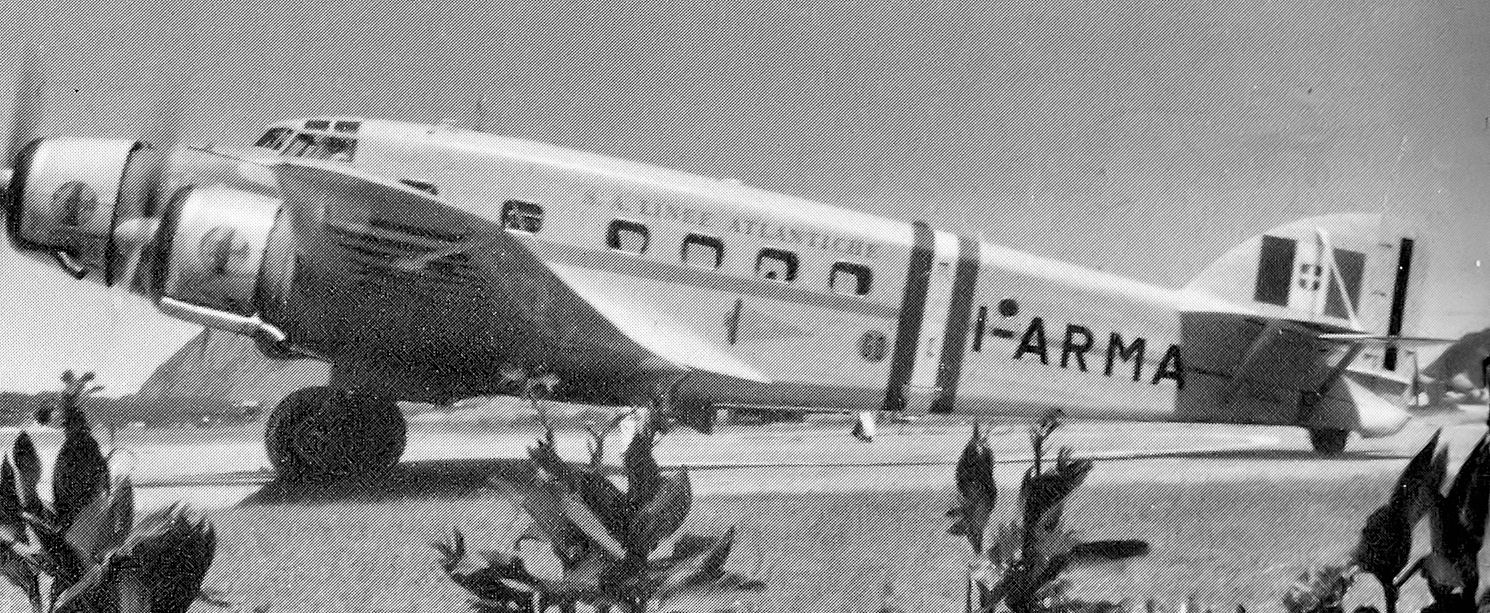
Un trimoteur italien Savoia-Marchetti SM.81 sur l’aérodrome d’Howard en 1942. Cet avion, acquit par les États-Unis auprès de la compagnie aérienne italo-latino-américaine (LATI), fut saisi au Chili par des fonctionnaires locaux et offert à l'armée de terre américaine en raison de la pénurie de moyens de transport en Amérique centrale.
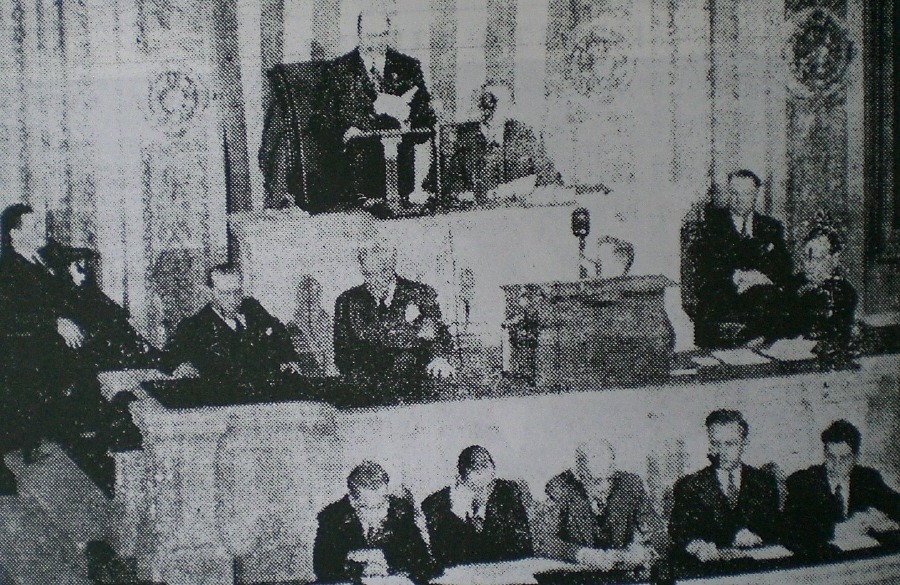
Le président du Venezuela, Isaías Medina Angarita, prit la parole devant le Congrès lors de sa visite officielle aux États-Unis en 1944.
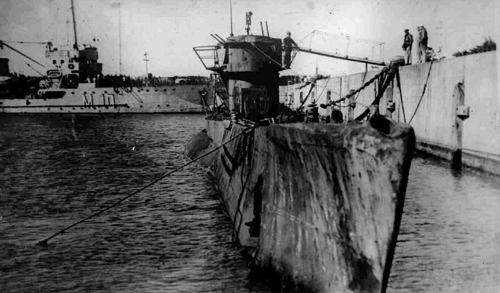
Le sous-marin allemand U-977 amarré à Mar del Plata après sa reddition à la marine argentine en août 1945.
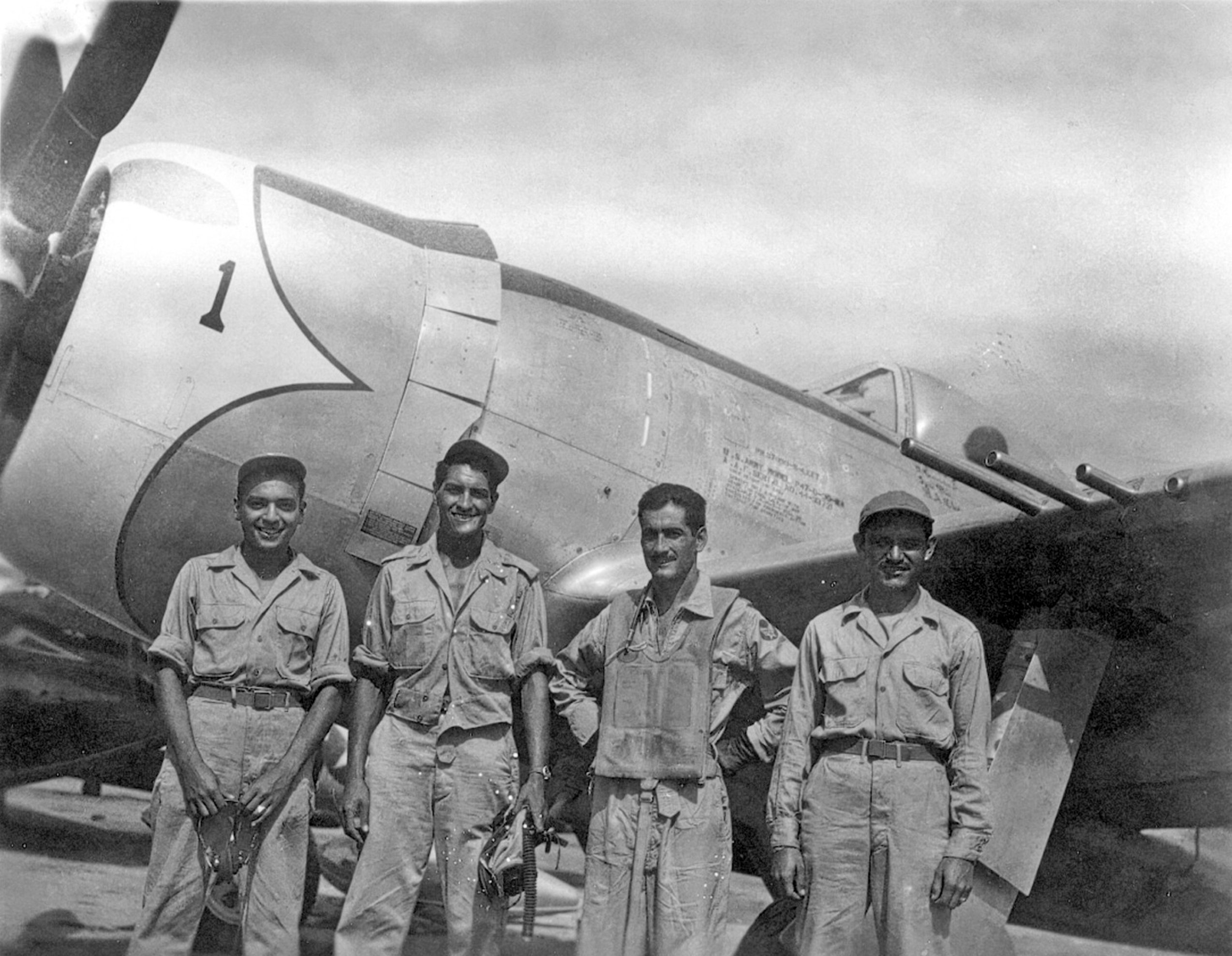
Des membres des Aigles Aztèques du 201e Escadron de chasse du Mexique devant un P-47, pendant la campagne des Philippines en 1945.